# Sedang (langue)
Pour l’article homonyme, voir Sedang.
Le sedang est une langue bahnarique parlée au Laos et Viêt Nam.

## Sources
- (en) Kenneth D. Smith, Sedang grammar : phonological and syntactic structure, Canberra, Pacific Linguistics, coll. « Pacific Linguistics Series B » (no 50), 1979 (ISBN 978-0-85883-180-3, DOI 10.15144/pl-b50, hdl 1885/145050, lire en ligne)
- (en + vi) Kenneth D. Smith, Từ-điển Xơ-đăng-Anh-Việt-Pháp = Sedang dictionary with English, Vietnamese and French glossaries : A thesaurus-alphabetical listing of Sedang words and word groups, Salaya, Mahidol University and Summer Institute of Linguistics, coll. « Mon-Khmer Studies », 2000 (lire en ligne)
- (en + vi) Kenneth D. Smith, Từ-điển Xơ-đăng-Anh-Việt-Pháp = Sedang dictionary with English, Vietnamese, and French glossaries, Dallas, SIL International, coll. « SIL Language and Culture Documentation and Description » (no 17), 2012 (lire en ligne)